# Christoph Graf
Christoph Graf je švicarski vojni časnik i 35. zapovjednik Papinske švicarske garde. 

## Biografija
Graf je rođen 5. rujna 1961. godine u selu Pfaffnau, Švicarska. Švicarskoj gardi se pridružio 1987. godine, a u listopadu 2010. postao je zamjenik zapovjednika te kao takav prvi savjetnik zapovjednika. Bio je odgovoran za nadzor i obavljao je funkciju načelnika stožera. Prije toga bio je instruktor i narednik. Oženjen je i otac dvoje djece.
Na mjesto zapovjednika Švicarske garde imenovao ga je papa Franjo 7. veljače 2015., zamijenivši Daniela Anriga. Kao zapovjednik, Graf ima potpunu odgovornost za Gardu, uključujući regrutaciju, disciplinu i razvoj. Također nadzire pridržavanje pravila i dostupnost nadređenih.